# Dixmont (Maine)
Pour les articles homonymes, voir Dixmont.
Dixmont est une ville américaine située dans le Comté de Penobscot, dans le Maine. Selon le recensement de 2020, sa population est de 1 211 habitants.

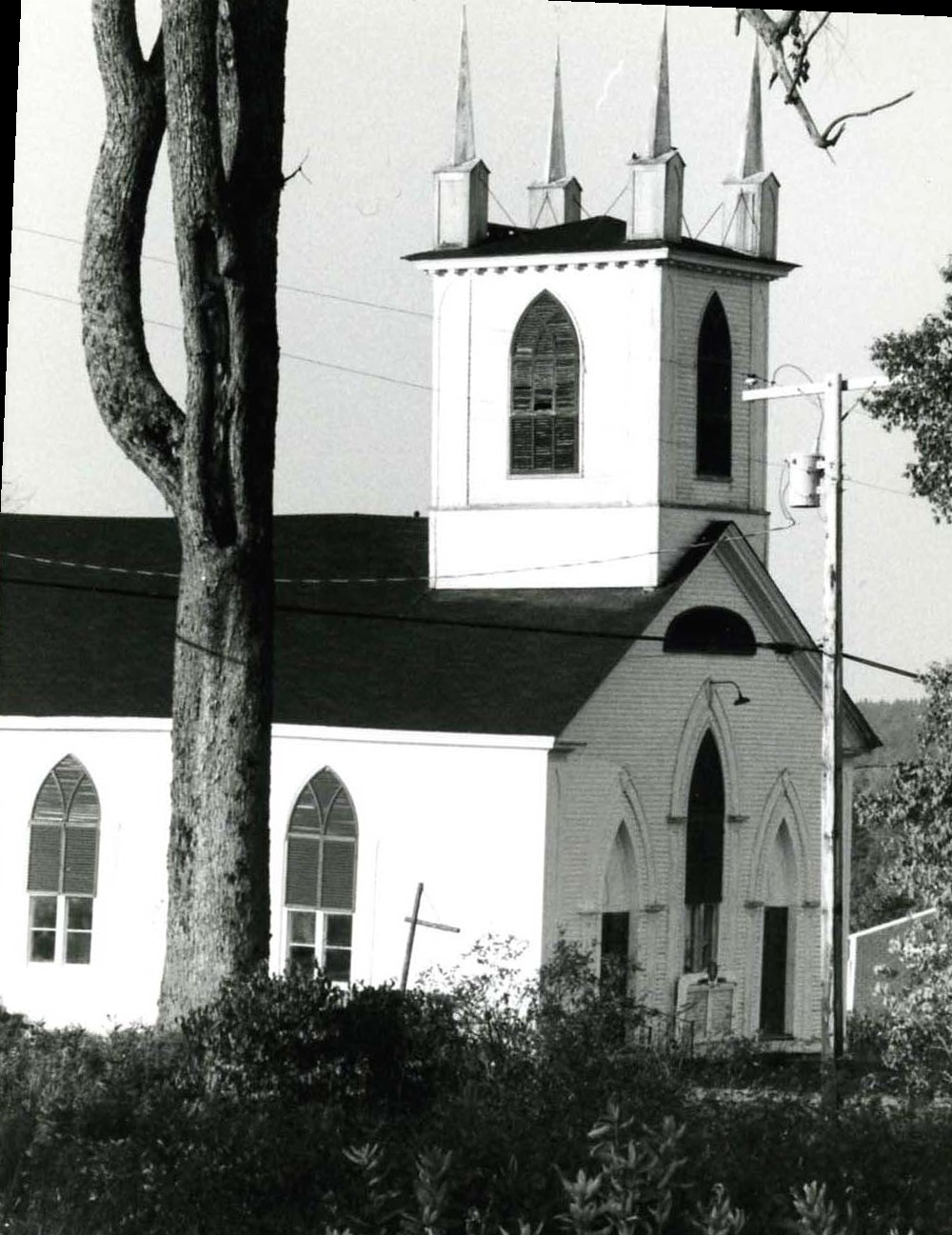
Église de Dixmont Corner (1835)